# Haluk Levent
Haluk Levent (Adana, 26 december 1968) is een Turkse rockzanger en musicus. Zijn muziek staat bekend als anatolische rock. Dit is een muziekstijl die zowel anatolische volksmuziek als westerse popinvloeden met elkaar verenigt.
Haluk Levent geldt als de voornaamste hedendaagse vertegenwoordiger van dit genre en zijn invloed op de Turkse popmuziek is dan ook groot te noemen. Etnisch bezien behoort Haluk Levent tot een Arabische minderheidsgroepering afkomstig uit de provincie Hatay.

## Levensloop
Na het gymnasium in Adana (Zuid-Turkije) heeft Haluk Levent verschillende studies gevolgd aan universiteiten in met name Ankara. Wegens persoonlijke en financiële omstandigheden heeft hij geen van deze studies kunnen afmaken. Hij is zich toen op de muziek gaan richten. Zijn albums zijn vernieuwend en professioneel te noemen. Vaak zijn het liefdesteksten, maar ook kwesties als mensenrechtenschendingen, sociaal onrecht en natuurbescherming komen aan bod. Niet alleen gericht op Turkije, maar ook op de internationale situatie. Zo laakt hij in zijn eerste album (1993) met het nummer Bosnië de internationale westerse mogendheden, die niet daadkrachtig durven op te treden om een einde te maken aan de Bosnische genocide.
Haluk Levent heeft inmiddels twaalf albums op zijn naam staan, met een totale verkoop van over de miljoenen. De eerste twee albums van Haluk Levent brachten al ongekende verkoopcijfers op. Samen met de verkoopsuccessen van de arabesk zanger Mahsun Kırmızıgül in die tijd, betekende dit de grote doorbraak voor de Turkse muzieklabel 'Prestig müzik'. Dit maakte de weg vrij voor nieuwe artiesten die onder deze label hun muziek konden uitbrengen. Van de Turkse artiesten heeft Haluk Levent de meeste internationale en nationale (mini-)concerten op zijn naam staan. Een aanzienlijk bedrag van deze concerten is aangewend voor giften aan armen, zieken en milieuvraagstukken (zo zijn door hem enkele rechtszaken aangespannen wegens schendingen van lokale milieuovertredingen).

## Mensenrechten en milieuvraagstukken
Een belangrijk kenmerk van Haluk Levent is zijn proactieve houding ten opzichte van de mensenrechten en milieuvraagstukken. Zo brengt hij vaak in zijn muziek, zijn concerten en in het dagelijks leven de mensenrechten en het belang van milieu- en natuurbescherming onder de aandacht. In de negentiger jaren gaf hij enkele grote benefietconcerten om het milieuvraagstuk onder de aandacht te brengen. Voor Turkse begrippen was dat destijds zeer progressief te noemen. Zijn kritiek op de mensenrechtensituatie in Turkije heeft hem vaak in de problemen gebracht met de autoriteiten. Zo werd een langdurig geschil over een handelscontract aangewend om hem 9 maanden in de gevangenis te zetten (1997/1998). In de gevangenis schreef hij zijn eerste boek. Voor zijn kritische uitlatingen is hij enkele keren door de autoriteiten opgepakt en verhoord.

### Stichting AHBAP
In 2017 richtte hij de stichting AHBAP op waarmee hij campagnes opzet voor verschillende doelen, van studiebeurzen tot geldinzamelingen voor medische ingrepen voor zieke mensen. Bij de aardbeving in Turkije van 2023 was AHBAP actief betrokken bij de noodhulpverlening aan de getroffen mensen. Zijn stichting AHBAP kwam veel sneller in actie dan de Turkse overheid.

## Albums
- 1993 Yollarda
- 1995 Bir Gece Vakti
- 1996 Arkadaş
- 1997 Mektup
- 1998 Yine Ayrılık
- 1999 www.Leyla.com
- 2001 Kral Çıplak
- 2002 Bir Erkeğin Günlüğü
- 2003 Türkiye Türnesi 2003
- 2004 Ac Pencerini
- 2005 Annemin Türküleri
- 2006 Akşam Üstü

## Boeken
- Kedi Köprüsü
- Moritos'un Düşleri